# Иванковци
Иванковци (мкд. Иванковци) су насеље у Северној Македонији, у средишњем делу државе. Иванковци су насеље у оквиру општине Велес.
Иванковци имају велики значај за српску заједницу у Северној Македонији, пошто Срби чине значајну мањину у насељу.

## Географија
Иванковци су смештени у средишњем делу Северне Македоније. Од најближег града, Велеса, село је удаљено 20 km северно.
Село Иванковци се налази у историјској области Повардарје. Село је подно Градиштанске планине, на приближно 480 метара надморске висине. Јужно од села пружа се Каратманско поље.
Површина сеоског атара простире се на површини од 30 km².
Месна клима је измењена континентална са значајним утицајем Егејског мора (жарка лета).

## Становништво
Иванковци су према последњем попису из 2021. године имали 639 становника. До почетка 20. века претежно становништво били су Турци, који су се потом иселили у матицу.
Претежна вероисповест месног становништва је православље.
| Национални састав према попису из 2021.‍ | Национални састав према попису из 2021.‍ | Национални састав према попису из 2021.‍ | Национални састав према попису из 2021.‍ | Национални састав према попису из 2021.‍ |
| --------------------------------------- | --------------------------------------- | --------------------------------------- | --------------------------------------- | --------------------------------------- |
|                                         |                                         |                                         |                                         |                                         |
| Македонци                               | Македонци                               |                                         | 569                                     | 89%                                     |
| Срби                                    | Срби                                    |                                         | 59                                      | 9,2%                                    |

## Познате личности
- Мирослав Јованвић, политичар и председник Српске странке у Македонији